# 俄占基輔州
俄佔基辅州是从2022年2月24日俄罗斯入侵乌克兰的第一天开始的军事占领，俄軍利用白俄羅斯的領土進入乌克兰的基辅州，希望能佔領州府兼該國首都基輔城，並在該地區設立親俄的政府。因此，许多在基輔州北部和西部的城市因為在俄軍抵達基輔的路途中而被占领。首都基辅也遭到广泛轰炸，但因為烏軍的反攻从未被占领。4月初，俄政府因佔領基輔市失敗而決定從烏克蘭北部撤退，佔領也因此終止。

## 佔領的經過

### 俄军抵達
2022年2月24日，俄罗斯军队开始入侵乌克兰，主要目标是首都基辅。俄罗斯军队进入了基辅州并迅速占领了切尔诺贝利禁区内的切尔诺贝利和普里皮亚季。
2022年2月26日，俄罗斯军队占领了霍斯托梅尔、博羅江卡、沃爾澤利和布恰，并占领了安托諾夫機場直到3月29日。

### 基辅市
2月25日早上，三名俄罗斯破坏分子装扮成乌克兰士兵，进入在乌克兰议会（最高拉达大楼）以北10公里（或6英里）的奥博隆区。
2月27日，乌克兰军队与俄罗斯破坏者继续鬥爭。与此同时，当地官员坚持认为该市仍处完全于乌克兰控制下。
2月28日，新一波俄军向基辅挺进，但几乎没有任何直接的战斗，当天只向该市发射了三枚导弹。卫星图像显示，有一长列俄罗斯车辆沿着一条 64 公里长（40 英里）的高速公路从北部前往基辅，距离基辅市中心约 39 公里（24 英里）。
3月1日上午，俄罗斯国防部向基輔州当地平民发出疏散通知，因他们打算以烏克蘭在基辅周邊的输电设施为目标，希望避免對平民的影響。数小时后，一枚俄罗斯导弹击中基辅电视塔，導成共10人死伤。基辅市长维塔利·克里奇科 (Vitaly Klitschko) 禁止在基辅销售酒类，同时呼吁店主和连锁药店不要利用这情况而特意提高食品、必需品和药品的价格。
3月22日，乌军发动反攻，把俄軍赶出城市。乌克兰军队从附近的郊区和定居点疏散了数千人，其中僅在鲍里斯波尔就有2萬人，并成功奪回了周围的村庄和城镇。

### 布罗瓦雷和盧基揚尼夫卡
3月10日，在占领盧基揚尼夫卡镇后不久，有目擊者看到俄軍的装甲车驶向布羅瓦雷。
3月28日，乌军重夺了盧基揚尼夫卡，并将俄罗斯军队赶出了布羅瓦雷。在盧基揚尼夫卡，大部分房屋被摧毁，被毀的俄軍坦克也留在街上。
3月29日，俄罗斯开始炮击布羅瓦雷區。一个仓库被纵火焚烧，附近的村庄遭到严重破坏。

### 乌克兰反攻
3月28日，乌克兰军队赢了伊尔平战役，并开始收复许多定居点。
4月2日，乌克兰军队宣布成功重夺了整个基辅州，结束了俄罗斯的佔领。

## 后果

### 排雷行动
俄罗斯军队将地雷分散在他们撤出的地区，排雷行动开始，美国计划提供 8,900 萬美元用于在基辅、切尔尼戈夫、日托米尔和苏梅州进行排雷。
5月8日，乌克兰人民代表尤利亚·季莫申科宣布在基辅州完成排雷行动。

### 切尔诺贝利核电站
在切尔诺贝利，俄罗斯士兵从核电站的实验室偷走了危险的放射性尘埃和物质。

### 战争罪

#### 博罗江卡
俄罗斯军队广泛轰炸了基辅附近的一个小镇博罗江卡。士兵们在夜间使用集束弹药向居民楼开火。他们还在平民区留下了地雷。

#### 布恰
当布恰被俄罗斯占领时，俄罗斯士兵在布恰强奸、捆绑和杀害平民，让他们死在街头。当俄罗斯军队撤退时，他们在被毁坏的平民住宅中留下了无数坦克，尸体和地雷，遍布整个城镇。

#### 伊爾平
3月6日，俄罗斯军队炮击了伊爾平居民逃往基辅的十字路口，造成8人死亡。

## 各城鎮的控制
| 区           | 城市         | 人口      | 實際統治 | 备注                   |
| ------------ | ------------ | --------- | -------- | ---------------------- |
|              | 基輔         | 2,952,301 | 乌克兰   | 見基辅战役             |
| 白采爾克瓦區 | 白采尔克瓦   | 207,273   | 乌克兰   |                        |
| 白采爾克瓦區 | 斯克維拉     | 15,165    | 乌克兰   |                        |
| 白采爾克瓦區 | 泰蒂伊夫     | 12,640    | 乌克兰   |                        |
| 白采爾克瓦區 | 烏津         | 11,921    | 乌克兰   |                        |
| 白采爾克瓦區 | 塔拉夏       | 9,689     | 乌克兰   |                        |
| 布羅瓦雷區   | 布羅瓦雷     | 109,806   | 乌克兰   | 見布羅瓦雷戰役         |
| 布羅瓦雷區   | 別列贊       | 16,047    | 乌克兰   |                        |
| 鲍里斯皮尔区 | 鲍里斯皮尔   | 64,117    | 乌克兰   |                        |
| 鲍里斯皮尔区 | 佩雷亞斯拉夫 | 26,273    | 乌克兰   |                        |
| 鲍里斯皮尔区 | 亞霍廷       | 18,995    | 乌克兰   |                        |
| 法斯蒂夫區   | 法斯蒂夫     | 44,014    | 乌克兰   |                        |
| 法斯蒂夫區   | 博亞爾卡     | 34,394    | 乌克兰   |                        |
| 布恰区       | 布恰         | 37,321    | 乌克兰   | 见布恰战役和布恰大屠杀 |
| 布恰区       | 伊爾平       | 65,167    | 乌克兰   | 见伊尔平战役           |
| 布恰区       | 維什內韋     | 42,983    | 乌克兰   |                        |
| 奧布希夫區   | 奧布希夫     | 33,287    | 乌克兰   |                        |
| 奧布希夫區   | 瓦西里基夫   | 37,068    | 乌克兰   | 见瓦西里基夫战役       |
| 奧布希夫區   | 烏克蘭卡     | 16,081    | 乌克兰   |                        |
| 奧布希夫區   | 博胡斯拉夫   | 15,789    | 乌克兰   |                        |
| 奧布希夫區   | 卡哈爾雷克   | 13,133    | 乌克兰   |                        |
| 奧布希夫區   | 米罗尼夫卡   | 11,103    | 乌克兰   |                        |
| 奧布希夫區   | 勒日希夫     | 7,175     | 乌克兰   |                        |
| 维什霍罗德区 | 维什霍罗德   | 33,109    | 乌克兰   |                        |
| 维什霍罗德区 | 斯拉武特奇   | 24,464    | 乌克兰   | 見斯拉武特奇戰役       |
| 维什霍罗德区 | 普里皮亚季   |           | 乌克兰   |                        |
| 维什霍罗德区 | 切尔诺贝利   |           | 乌克兰   | 见切尔诺贝利战役       |

## 俄占行政区划
国际社会大多数国家仍视俄占行政区划为乌克兰领土的一部分，参见俄罗斯联邦并吞克里米亚和2022年俄罗斯吞并乌克兰东南地区
- 克里米亚共和国
- 塞瓦斯托波尔
- 俄占卢甘斯克
- 俄占顿涅茨克
- 俄占扎波罗热
- 俄占赫尔松